# WWF Capital Carnage
Capital Carnage – gala wrestlingu wyprodukowana przez World Wrestling Federation (WWF). Odbyła się 6 grudnia 1998 w London Arena w Londynie w Anglii. Emisja była przeprowadzana na żywo wyłącznie w Wielkiej Brytanii w systemie pay-per-view. Gala została wydana na DVD 12 lipca 2010 jako część serii WWE Tagged Classics. Podczas gali komentator Jim Ross odniósł drugi w swoim życiu Objaw Bella, wskutek czego potrzebował przerwy od występów w telewizji i powrócił podczas WrestleManii XV w marcu przyszłego roku.
Podczas gali odbyło się jedenaście walk, w tym jedna nietransmitowana w telewizji. Walką wieczoru był Fatal 4-Way match z sędzią specjalnym Geraldem Brisco, w którym Stone Cold Steve Austin pokonał Kane’a, Mankinda i The Undertakera. Ponadto The Rock obronił WWF Championship pokonując X-Paca przez dyskwalifikację, zaś Ken Shamrock zdołał pokonać Steve’a Blackmana poprzez submission i obronić WWF Intercontinental Championship.

## Wyniki walk
| Nr                                                                                    | Wyniki                                                                                  | Stypulacje                                            | Czas  |
| ------------------------------------------------------------------------------------- | --------------------------------------------------------------------------------------- | ----------------------------------------------------- | ----- |
| 1D                                                                                    | Droz pokonał Mosha                                                                      | Singles match                                         | 06:00 |
| 2                                                                                     | Gangrel pokonał Al Snowa                                                                | Singles match                                         | 05:51 |
| 3                                                                                     | The Headbangers (Mosh i Thrasher) pokonali The Legion of Doom (Animala i Droza)         | Tag team match                                        | 03:21 |
| 4                                                                                     | Val Venis pokonał Goldusta                                                              | Singles match                                         | 05:33 |
| 5                                                                                     | Tiger Ali Singh pokonał Edge’a                                                          | Singles match                                         | 02:51 |
| 6                                                                                     | Christian i Sable pokonali Jacqueline i Marca Mero                                      | Mixed tag team match                                  | 04:49 |
| 7                                                                                     | Ken Shamrock (z Big Boss Manem) (c) pokonał Steve’a Blackmana poprzez submission        | Singles match o WWF Intercontinental Championship     | 06:51 |
| 8                                                                                     | Triple H (z Chyną) pokonał Jeffa Jarretta (z Debrą)                                     | Singles match                                         | 06:55 |
| 9                                                                                     | The New Age Outlaws (Billy Gunn i Road Dogg) (c) pokonali D’Lo Browna i Marka Henry’ego | Tag team match o WWF Tag Team Championship            | 12:34 |
| 10                                                                                    | The Rock (c) pokonał X-Paca (z Triple H’em i Chyną) przez dyskwalifikację               | Singles match o WWF Championship                      | 12:34 |
| 11                                                                                    | Stone Cold Steve Austin pokonał Kane’a, Mankinda i The Undertakera (z Paulem Bearerem)  | Fatal 4-Way match z sędzią specjalnym Geraldem Brisco | 16:12 |
| (c) – mistrz/mistrzyni przed walkąD – walka była dark matchem (nietransmitowana w TV) |                                                                                         |                                                       |       |